# マーク・ジョンソン (ボクサー)
マーク・ジョンソン（Mark Johnson、1971年8月13日 - ）は、アメリカ合衆国のプロボクサー。ワシントンD.C.出身。元IBF世界フライ級王者。元IBF・WBO世界スーパーフライ級王者。世界2階級制覇王者。
愛称は鋭い拳の意味であるToo Sharp。

## 来歴
1990年2月24日、ジョンソンはオハイオ州プロデビュー戦を行い3回TKO勝ちでデビュー戦を白星で飾った。デビューウェイトはフライ級。
1993年5月18日、カリフォルニア州にてWBB世界フライ級王者アルベルト・ヒメネスと対戦し12回2-1(115-113、115-114、113-115)の僅差判定勝ちを収め王座獲得に成功した。
1993年8月9日、アルマンド・ディアスと対戦し12回3-0(119-105、119-106、119-107)の判定勝ちを収め初防衛に成功した。
1993年12月6日、ロベルト・ベティロ・アルバレスと対戦し12回3-0(118-110、119-111、117-111)の判定勝ちを収め2度目の防衛に成功した。
1994年3月1日、エドゥアルド・ラミレスと対戦し2回KO勝ちで3度目の防衛に成功した。
1994年5月9日、ジャビア・ファレスと対戦し3回2分24秒KO勝ちを収め4度目の防衛に成功した。
1994年6月11日、ホセ・クィリーノと対戦し3回KO勝ちで5度目の防衛に成功した。
1994年10月22日、ネバダ州ラスベガスのシーザーズ・パレス内スポーツ・パビリオンにてエンリケ・オロンゾコと対戦しオロンゾコに粘られたが12回1分30秒TKO勝ちを収め6度目の防衛に成功した。
1995年2月20日、レオン・サラザーと対戦し3回終了時棄権により7度目の防衛に成功した。
1995年4月24日、マウロ・ディアスと対戦し3回ドクターストップによるTKO勝ちを収め8度目の防衛に成功した。
1995年6月10日、シーザーズ・パレス内スポーツ・パビリオンにてラファエル・グラリオと対戦し、初回1分56秒TKO勝ちを収め9度目の防衛に成功した。
1995年7月15日、元WBO世界ライトフライ級王者ホセ・カマーチョと対戦し8回2分42秒TKO勝ちを収め10度目の防衛に成功した。
1996年5月4日、アナハイムのアロウヘッド・ポンドにてダニー・ロメロの返上により空位になったIBF世界フライ級王座決定戦をフランシスコ・テヘドールと対戦し初回1分35秒KO勝ちを収め王座獲得に成功した。
1996年8月5日、ラウル・ファレスと対戦し8回1分57秒TKO勝ちを収め初防衛に成功した。
1997年2月10日、アレハンドロ・モンティエルと対戦し12回3-0(119-107、2者が118-108)の判定勝ちを収め2度目の防衛に成功した。
1997年6月1日、セシッロ・エスピーノと対戦し2回3分0秒KO勝ちを収め3度目の防衛に成功した。
1997年9月16日、アンヘル・アルメナと対戦し12回3-0(3者とも119-107)の大差判定勝ちを収め4度目の防衛に成功した。
1998年2月22日、故郷のワシントンD.C.のDCアーモリーにて、アーサー・ジョンソンと対戦し初回1分11秒の高速KO勝ちを収め5度目の防衛に成功した。
1998年7月26日、ルイス・ロロンと対戦し12回3-0(120-106、2者が119-107)の大差判定勝ちを収め6度目の防衛に成功した。
1998年9月4日、ニュージャージー州アトランティックシティのトランプ・タージ・マハルにてホセ・ラウレアーノと対戦し、6回終了のゴングと同時にダウンを奪いそのままレフェリーストップがかかり試合終了。6回3分0秒TKO勝ちを収め7度目の防衛に成功した。
その後ジョンソンはスーパーフライ級に転向を発表しIBF世界フライ級王座を返上した。
1999年4月24日、ワシントンD.C.のMCIセンターにて、後のWBO世界バンタム級王者ラタナチャイ・ソーウォラピンとジョニー・タピアがバンタム級転向により空位になったIBF世界スーパーフライ級王座決定戦を行った。強打のラタナチャイを老獪な戦術で封じ込め12回3-0(118-109、117-110、116-110)の大差判定勝ちを収め2階級制覇を達成した。
1999年8月13日、コネチカット州マシャンタケットフォックスウッズ・リゾート・カジノ内MGMグランド・アット・フォックスウッズでホルヘ・ラシエルバと対戦し8回3-0(77-75、2者が79-73)の負傷判定勝ちを収め初防衛に成功した。
1999年11月19日、ラウル・ファレスと再戦。前回はTKO勝ちでジョンソンが勝利を収めていて因縁カードの決着が期待される一戦になった。ジョンソンが順調に立ち上がり判定でもリードを広げていた。4回ファレスのボディショットでダウンを奪って4回2分14秒KO勝ちで大逆転でファレスが世界王者に戴冠に見えたが、その後一転してローブローの判定になりそのまま試合が続行できず無効試合に変更になりジョンソンは2度目の防衛に成功した。
その後ジョンソンは減量苦を機にバンタム級に転向。
2001年10月6日、ラファエル・マルケスと対戦。スピードを生かした攻撃的なマルケスに打たれはしたが、老獪な戦術に持ち込み強打なマルケスを苦戦させたが2度のホールディングの減点が響き12回1-2(94-93、91-96、93-94)の僅差判定負け。ジョンソンは11年振りの敗戦を味わった。
2002年2月23日、マンダレイ・ベイ・イベント・センターにてUSBA全米バンタム級王座ラファエル・マルケスに挑戦。この試合の勝者はIBF世界バンタム級王者ティム・オースティンへの挑戦権がかかった試合だったが、自身初のKO負けとなる8回2分41秒TKO負けを喫しオースティンへの挑戦権獲得に失敗した。
2003年8月16日、WBO世界スーパーフライ級王者フェルナンド・モンティエルと対戦した。6年前に兄のアレハンドロが敗れておりモンティエルは雪辱戦として勝負に臨んだ。試合は素早い攻撃が得意なモンティエルに対してジョンソンは老獪な戦術で迎え撃った。12回2-0(115-112、117-110、114-114)の判定勝ちを収めスーパーフライ級2冠を達成した。
2004年3月6日、ルイス・ボラーノとフォックスウッズ・リゾート・カジノ内MGMグランド・アット・フォックスウッズで対戦し4回に2度ダウンを奪い3年振りのKO勝利を記録する4回2分40秒KO勝ちを収め初防衛に成功した。
2004年9月25日、18戦無敗のイバン・エルナンデスと対戦したが8回に2度ダウンを奪われ初のカウントアウト負けとなる8回2分42秒KO負けを喫し2度目の防衛に失敗し王座から陥落した。
2006年2月25日、1年5か月振りの復帰戦が世界3階級制覇挑戦としてWBO世界バンタム級王者ジョニー・ゴンサレスに挑戦するはずだったが前日計量で体重超過になってしまったため急遽ノンタイトル戦に変更になった。ゴンサレスの長いリーチの強打に何度もつかまり4回と8回にダウンを奪われ最後はカウントアウトになる8回1分8秒KO負けを喫した試合を最後に現役を引退した。
2012年国際ボクシング名誉の殿堂博物館のモダーン部門で殿堂入りを果たした。

## 獲得タイトル
- WBB世界フライ級王座
- IBF世界フライ級王座（防衛7→返上）
- IBF世界スーパーフライ級王座（防衛2→返上）
- WBO世界スーパーフライ級王座（防衛1）